# Уингфилд, Мервин, 10-й виконт Пауэрскорт
Мервин Найл Уингфилд, 10-й виконт Пауэрскорт (англ. Mervyn Niall Wingfield, 10th Viscount Powerscourt; 3 сентября 1935 — 25 июля 2015) — англо-ирландский пэр.

## Биография
Мервин Ниалл Уингфилд родился 3 сентября 1935 года. Старший сын Мервина Патрика Уингфилда, 9-го виконта Пауэрскорта (1905—1973) и Шейлы Клод Беддингтон (1906—1992). Он получил образование в школе Стоу в Бекингеме и в Тринити-колледже Кембриджского университета. Он носил звание второго лейтенанта Ирландской гвардии.
3 апреля 1973 года после смерти своего отца Мервин Уингфилд унаследовал титулы 10-го виконта Пауэрскорта из Пауэрскорта в графстве Уиклоу (Пэрство Ирландии), 10-го барона Уингфилда из Уингфилда в графстве Уэксфорд (Пэрство Ирландии) и 4-го барона Пауэрскорта из Пауэрскорта в графстве Уиклоу (Пэрство Соединённого королевства). Титул 4-го барона Пауэрскорта (креация 1886 года) давал ему автоматическое место в Палате лордов Великобритании до принятия Закона о Палате лордов 1999 года, но, согласно Хансарду, он никогда не выступал с трибуны Палаты.

## Личная жизнь
15 сентября 1962 года Мервин Уингфилд женился на Венди Энн Полин Слейгензер, дочери Ральфа Слейзенгера (наследника компании спортивных товаров Слейзенгера), через год после того, как 9-й виконт продал семейное поместье Пауэрскорт Слейзенгеру-старшему. Они развелись в 1974 году. Дети от первого брака:
- Мервин Энтони Уингфилд, 11-й виконт Пауэрскорт (род. 21 августа 1963)[1]
- Достопочтенная Джулия Маргарет Уингфилд (род. 5 августа 1965)[1].

15 марта 1978 года он вторично женился на Полин Ванн, уроженке Калифорнии, с которой развелся в 1995 году.
Виконт Пауэрскорт скончался 25 июля 2015 года в возрасте 79 лет в Таиланде, где он жил некоторое время.